# Alina Iwanowa
Alina Pietrowna Iwanowa (ros. Алина Петровна Иванова; ur. 25 czerwca 1969 w Czelabińsku) – rosyjska lekkoatletka specjalizująca się w chodzie sportowym i biegach długodystansowych, uczestniczka letnich igrzysk olimpijskich w Barcelonie (1992). W czasie swojej kariery reprezentowała również Związek Socjalistycznych Republik Radzieckich oraz Wspólnotę Niepodległych Państw.

## Sukcesy sportowe
- mistrzyni ZSRR w chodzie na 10 kilometrów – 1991[1]
- dwukrotna halowa mistrzyni ZSRR w chodzie na 3000 metrów – 1989, 1992[2]
- zwyciężczyni biegów maratońskich w Pittsburghu (1995), Omsku (dwukrotnie – 1995, 1998), Sydney (1996), Hongkongu (1998), Pradze (dwukrotnie – 2000, 2006) i Dublinie (2007)[3]

| Rok  | Miasto     | Zawody                            | Konkurencja            | Wynik         |
| ---- | ---------- | --------------------------------- | ---------------------- | ------------- |
| 1991 | Tokio      | Mistrzostwa świata                | chód na 10 km          | złoty medal   |
| 1992 | Genua      | Halowe mistrzostwa Europy         | chód na 3000 m         | złoty medal   |
| 1999 | Palermo    | Mistrzostwa świata w półmaratonie | półmaraton – drużynowo | brązowy medal |
| 2004 | Nowe Delhi | Mistrzostwa świata w półmaratonie | półmaraton – drużynowo | brązowy medal |

## Rekordy życiowe
- bieg na 10 mil – 55:20 – Waszyngton 05/04/1998
- bieg na 20 kilometrów – 1:08:27 – Debreczyn 08/10/2006
- półmaraton – 1:09:32 – Udine 14/10/2007
- maraton – 2:25:34 – Londyn 22/04/2001
- chód na 3000 metrów – 12:27 – Briańsk 15/07/1989
- chód na 3000 metrów (hala) – 11:44 – Moskwa 07/02/1992 (rekord Rosji, rekord świata do 29/02/1992[4])
- chód na 5000 metrów – 20:50,60 – Briańsk 15/07/1989
- chód na 5 kilometrów – 20:36 – L’Hospitalet 21/04/1991
- chód na 10 kilometrów – 42:16 – Nowopołock 27/05/1989